# تيم آيرلادند
تيم آيرلادند (بالإنجليزية: Tim Ireland)‏ هو لاعب محترف لكرة القاعدة ‏ أمريكي، ولد في 14 مارس 1953 في أوكلاند في الولايات المتحدة.

## وصلات خارجية
- تيم آيرلادند على موقع الدوري الياباني لكرة القاعدة (الإنجليزية)
- تيم آيرلادند على موقعبيزبول رفرنس.كوم (الدوري الرئيسي) (الإنجليزية)
- تيم آيرلادند على موقعبيزبول رفرنس.كوم (الدوري الثانوي) (الإنجليزية)
- تيم آيرلادند على موقع إي إس بي إن.كوم (أم.أل.بي) (الإنجليزية)
- تيم آيرلادند على موقع مشجعي الرسوم البيانية (الإنجليزية)